# Sella curule

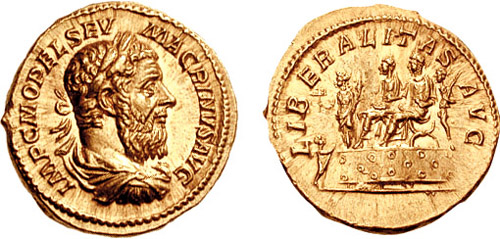
Macrino su un aureo. Sul rovescio, l'imperatore e suo figlio sono seduti sulla loro sella curule.

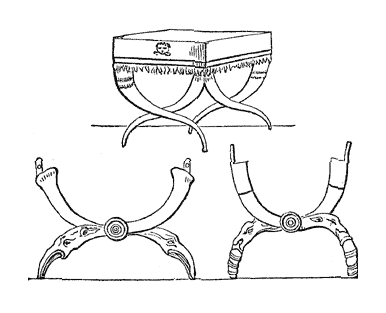
Sella curule

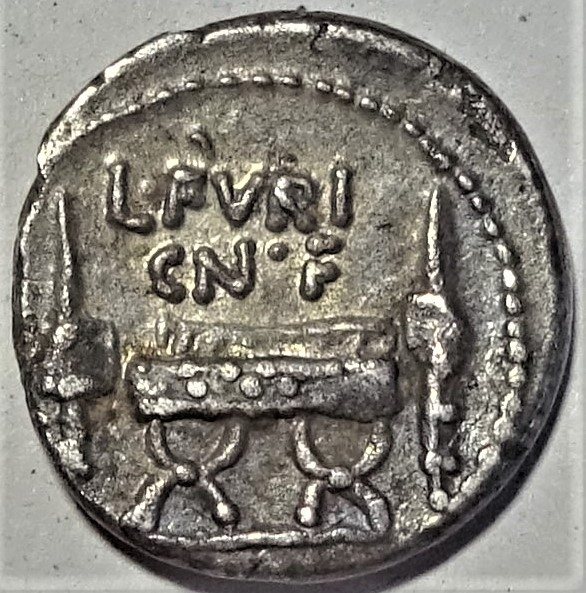
Sella curule raffigurata tra Fasci in un denario romano

La sella curùle (in lat. sella curūlis) o sedia curule era un sedile pieghevole a forma di "X" ornato d'avorio, in uso presso l'antica Roma.
Simbolo del potere giudiziario, fu riservato inizialmente ai re di Roma e in seguito ai magistrati superiori dotati di giurisdizione, detti perciò "curuli", e agli imperatori. Gli imperatori romani avevano inoltre diritto a sedersi sulla sella aurea, un trono alto e dorato, variante della sedia curule introdotta da Giulio Cesare.

## Storia
Il simbolo di potere rappresentato dalla sedia curule affonda le sue radici nell'antica Etruria; infatti già gli Etruschi consideravano lo scranno pieghevole a forma di sella una prerogativa di chi poteva esercitare il potere (giudiziario ed esecutivo) sul popolo. Fu portato a Roma dal quinto re, Tarquinio Prisco, l’uomo d’origine etrusca.
(Liv. Hist. I, 8)
Durante il periodo della Repubblica, il diritto di sedere sulla sella curule era riservato a: consoli, pretori, edili curuli, pontefici massimi, dittatori e al magister equitum. 
In epoca imperiale l'uso della sedia curule fu ampliato anche all'imperatore, al praefectus urbi e ai proconsoli.

## Funzioni
I magistrati solevano portare con sé la sella curulis assieme agli altri simboli del loro potere (fasci, verghe e scuri) e ovunque disponessero questi simboli, lì era stabilita la sede del loro tribunale.